# Settimo Rottaro
Settimo Rottaro és un comune (municipi) de la ciutat metropolitana de Torí, a la regió italiana del Piemont, situat a uns 45 quilòmetres al nord-est de Torí. A 1 de gener de 2019 la seva població era de 472 habitants.
Settimo Rottaro limita amb els següents municipis: Azeglio, Caravino, Borgo d'Ale i Cossano Canavese.